# Allograpta dravida
Allograpta dravida är en tvåvingeart som beskrevs av Ghorpade 1994. Allograpta dravida ingår i släktet Allograpta och familjen blomflugor. Inga underarter finns listade i Catalogue of Life.